# Симон, Эмили
Эмили Симон (фр. Émilie Simon, 17 июля 1978 года, Монпелье) — французская певица, композитор и автор песен в жанре даунтемпо, электро-поп.

## Биография
Эмили Симон родилась и выросла на юге Франции, в городе Монпелье. Её отец был звукорежиссёром, а мать — пианисткой. Музыкой Эмили начала интересоваться с детства, и отец часто брал её с собой на работу.
Сначала она училась в музыкальной школе, потом поступила в региональную консерваторию Монпелье и семь лет училась оперному пению. Затем Эмили переехала в Париж, где в университете Сорбонны изучала музыковедение. В то же время она училась в IRCAM, изучая электронную музыку.

## Дискография

### Émilie Simon
В Мае 2003 года она выпустила свой дебютный альбом Émilie Simon. Критики хорошо восприняли альбом, который впоследствии стал коммерчески успешным. Эмили провела несколько живых выступлений по всей Франции. Уже в 2004 году её альбом был награждён Victoire de la musique в номинации «лучший альбом электронной музыки года».
Также были сняты два музыкальных клипа на песни «Désert» и «Flowers». Английская и французская версии «Désert» имеют одинаковое видео.

### La Marche De l’Empereur
Приступая к работе над своим вторым альбомом, Эмили Симон начала записывать звуки, связанные с холодом, такие как треск льда и шаги по снегу. В это время с ней связался Люк Жаке (Luc Jacquet) и предложил записать саундтрек к его документальному фильму «La Marche de l’Empereur», изображающем императорских пингвинов в период их ежегодной миграции.
9 января 2005 года Эмили выпустила альбом, который и стал саундтреком к фильму «La Marche de l’Empereur». В 2006 году Эмили Симон выиграла Victoire de la musique в категории «лучший саундтрек года», а также была номинирована на премию Сезар за лучшую музыкальную композицию к фильму.

### Végétal
6 марта 2006 года Эмили Симон выпустила третий студийный альбом, названный Végétal. В этом альбоме она использует звуки растений и воды, а тексты песен связаны с различной флорой. Кроме того, в альбоме присутствуют элементы рок-музыки. Например, в песне «Fleur De Saison» Эмили сама исполнила одну из гитарных партий. Тем не менее, звук остаётся таким же электронным, а её голос сохраняет свою искренность, мягкость и красоту.
Для песен «Fleur De Saison» и «Dame De Lotus» были записаны музыкальные клипы. Первый клип был доступен на её официальном веб-сайте через технологию OpenDisc, которая используется в альбоме. Второй был показан на телевидении.
В 2007 году Эмили снова получила награду Victoire de la musique в номинации «лучший альбом электронной музыки года».

### The Flower Book
В ноябре 2006 года вышел альбом The Flower Book, представляющий собой сборник песен из предыдущих работ Эмили. Туда вошли песни из альбомов Émilie Simon, La Marche de l’Empereur и Végétal, а также новые версии песен «I Wanna Be Your Dog» и «Désert».
Альбом выпущен только в США и Канаде. Дополнительно в США выпущена песня «Désert» на виниле.

### À L’Olympia
26 февраля 2007 года в свет вышел первый концертный альбом Эмили Симон. В нём представлен материал, записанный 19 сентября 2006 года во время концерта Эмили Симон в концертном зале Олимпия. Материал содержит песни из всех её альбомов, а также кавер-версию Come As You Are, группы Nirvana.
Альбом есть как на CD, так и на DVD. Версия на DVD содержит кадры изготовления альбома и четыре видеоклипа Эмили Симон, существующие на момент выпуска.

### The Big Machine
Четвёртый студийный альбом Эмили Симон, The Big Machine, вышел 14 сентября 2009 года в цифровом формате и 21 сентября 2009 года на CD. Этот альбом был создан и записан в Нью-Йорке, где сейчас живёт певица. Все песни исполнены на английском языке, но в некоторых присутствуют фразы на французском. Эмили Симон работала в окружении американских сотрудников, что позволило ей разработать новые звуки для альбома. По своей композиции треки в альбоме исполнены в более традиционном стиле, нежели её предыдущие работы.
Среди исполнителей, которые повлияли на её альбом, Эмили Симон упоминает Beatles, Joni Mitchell, Nirvana, The Cure, Massive Attack, Tricky (с которым она работала), The Who, The Small Faces, David Bowie, Lou Reed, The Velvet Underground и Iggy Pop.

### Franky Knight
Пятый студийный альбом Эмили Симон, выпущенный в декабре 2011 года. Многие треки написаны для саундтрека к фильму «Нежность» (FR), основанном на одноимённом романе Давида Фонкиноса, который он снял с братом Стефаном.
Когда Давид Фонкинос попросил Эмили написать саундтрек к фильму «Нежность», она уже написала несколько песен для своего следующего альбома. Песни для Эмили были очень личные, и она посчитала, что они идеально подойдут для истории.
В альбоме Franky Knight Эмили рассказывает про своего жениха и музыкального партнёра, Франсуа Шевалье, который умер от осложнений при гриппе А (H1N1), находясь в отпуске в Афинах, Греция. Шевалье умер в 29 лет, 15 сентября 2009 года, за неделю до релиза их предыдущей совместной работы, The Big Machine . Он также работал в качестве звукоинженера и продюсера с Coldplay, Arcade Fire и другими.

### Mue
Шестой студийный альбом Эмили Симон , выпущенный на Barclay Records, 17 марта 2014 года.

### Альбомы
- Émilie Simon[англ.] (2003)
- Végétal[англ.] (2006)
- The Big Machine[англ.] (2009)
- Franky Knight[англ.] (2011)
- Mue[англ.] (2014)
- Polaris (2024)

### Другое
- La Marche de l'empereur[англ.] (2005)
- The Flower Book[англ.] (2006)
- À L'Olympia[англ.] (2007)
- The Jesus Rolls (2020)
- Mars on Earth 2020[англ.] (2020)
- ES[англ.] (2023)
- Phoenix (2023)

### Синглы
- Flowers (2003)
- Song of the Storm (2005)
- Fleur de saison (2006)
- Rose hybride de thé (2006)